# Oui (film, 2025)
Pour les articles homonymes, voir Oui.
Pour plus de détails, voir Fiche technique et Distribution.
Oui  (hébreu : כן, Ken), également connu sous son titre anglais Yes, est un film dramatique israélien réalisé par Nadav Lapid. La première projection du film a lieu le 22 mai 2025 dans le cadre de la Quinzaine des cinéastes au Festival international du film de Cannes.

## Synopsis
Le musicien de jazz Y. se bat pour sa survie pure et simple. Lui et sa femme Jasmine, une danseuse, vendent leur art, leur âme et leur corps à l'élite et apportent joie et réconfort à une nation abattue après l'attaque du Hamas contre Israël d'octobre 2023. Bientôt, Y. se voit confier une tâche de la plus haute importance, la mise en musique d'un nouvel hymne national,.

## Fiche technique
- Titre original : כן!, Ken![3],[4]
- Titre français : Oui[5],[6] ou Yes
- Réalisation : Nadav Lapid
- Production : Nadav Lapid
- Sociétés de production : Bustan Films
- Pays de production :  Israël
- Langue originale : hébreu
- Format : couleurs - 2,35:1
- Genre : drame
- Durée : 150 minutes
- Dates de sortie : 
  - France : 22 mai 2025 (Festival de Cannes 2025)
  - Allemagne : 2 octobre 2025 (sortie nationale)[7]

## Distribution
- Ariel Bronz (he) : Y.
- Efrat Dor (he) : Yasmine
- Naama Preis : Leah
- Alexeï Serebriakov ; le miliardaire
- Sharon Alexander : Avinoam
- Pablo Pillaud-Vivien : le secrétaire du milliardaire
- Idit Teperson : une femme riche

## Production
Le film est réalisé par Nadav Lapid. Il s'agit de son septième long métrage après La Petite Amie d'Émile en 2006, Le Policier en 2011, L'Institutrice en 2014, Synonymes en 2019 et Le Genou d'Ahed en 2021. Dans ce dernier, son protagoniste s'appelait également simplement Y.
Le tournage se déroule d'avril à juin 2024 à Tel Aviv-Jaffa. Nadav Lapid a également tourné quelques scènes dans le train dans le Morbihan en Bretagne en décembre 2024.
La distribution comprend Ariel Bronz, Efrat Dor, Naama Preis et Alexeï Serebriakov. Preis est la compagne de Lapid et a déjà joué dans Le Genou d'Ahed.
La première du film a lieu le 22 mai 2025 au Festival international du film de Cannes, où il est présenté à la Quinzaine des cinéastes.

## Distinctions

### Sélections
- Festival de Cannes 2025 : sélection officielle, Quinzaine des cinéastes